# Mount Solus
Mount Solus är ett berg i Antarktis. Det ligger i Västantarktis. Argentina, Chile och Storbritannien gör anspråk på området. Toppen på Mount Solus är 1 290 meter över havet, eller 634 meter över den omgivande terrängen. Bredden vid basen är 7,2 km.
Terrängen runt Mount Solus är huvudsakligen kuperad, men österut är den bergig. Trakten är obefolkad. Det finns inga samhällen i närheten.